# Tadeusz Drążkowski
Tadeusz Drążkowski (* 7. August 1932 in Szlachta (Osieczna); † 2. August 2000) war ein polnischer Radrennfahrer und nationaler Meister im Radsport.

## Sportliche Laufbahn
Drążkowski war Straßenradsportler und auch im Bahnradsport aktiv. Er gewann 1954 die nationale Meisterschaft im Straßenrennen. 1953 und 1954 wurde er Meister im Mannschaftszeitfahren.  
Mit dem Radsport begann er im Verein LZS Bezrzecze, er wechselte später zu CWKS Warschau. 1952 und 1953 gewann er eine Etappe der Polen-Rundfahrt. 1953 kam er auf den 9. Rang des Etappenrennens. Mehrfach holte er Medaillen in der nationalen Meisterschaft im Bergfahren. 
Im Bahnradsport wurde er 1952 Vize-Meister in der Einerverfolgung.